# Уездный проспект
Уе́здный проспе́кт — проспект в Невском районе Санкт-Петербурга. Проходит от проспекта Елизарова до улицы Крупской.

## История
Название известно с 1904 года в форме Уе́здная улица. Оно связано с тем, что поблизости находилась уездная земская управа. Рядом проходила также Земская улица (ныне улица Невзоровой). С 1908 года улица имеет форму Уездный проспект.
С 1980-х годов был закрыт участок Уездного проспекта, примыкающий к улице Крупской; заборы установил располагавшийся на обеих сторонах проспекта Энергомеханический завод. В 2013 году забор был убран и свободный проход и проезд восстановлен, однако в 2014 году забор вновь появился. В 2021 году свободное движение было восстановлено, поскольку на месте завода построили жилой дом.

## Магистрали
Уездный проспект граничит или пересекается со следующими магистралями:
| 1. улица Крупской 2. Каранин переулок 3. Улица Ольги Берггольц 4. Герасимовская улица (упразднённая) 5. Проспект Елизарова |

## Социально значимые объекты
Рядом с проспектом находятся:
- Энергомеханический завод
- Городская больница № 23, поликлиника № 6[8]

## Транспорт
- Метро:

- Станция «Елизаровская»

- Автобусы:

- Остановка «Улица Ткачей»: № 8, 31, 95, 114
- Остановка «Проспект Елизарова»: № 8, 31, 58, 95, 114, 253

- Троллейбусы:

- Остановка «Проспект Елизарова»: № 14